# مسلم لیگ پاکستان (ن)
مسلم لیگ پاکستان (ن) یک حزب راست و محافظه کار در پاکستان است. این حزب در انتخابات سراسری ۲۰۱۳ به یک پیروزی قاطع در اسمبلی ملی پاکستان دست یافت. در نتیجه، نواز شریف برای سومین بار به نخست‌وزیری رسید. این حزب همچنین در بلوچستان و منطقه پنجاب حزب حاکم است.